# Улица полумесяца
«Улица полумесяца» — кинофильм, снятый по роману Пола Теру «Доктор Слотер».

## Сюжет
Доктор Лорен Слотер, выпускница Гарварда, устраивается в лондонский исследовательский институт, специализирующийся по ближневосточной тематике.
Однако работа не оправдывает её ожиданий: авторство её научных статей присваивают себе другие люди, а её заявку на экспедицию в Кувейт отклонили. Вдобавок у Лорен серьёзные финансовые трудности. Начав подрабатывать в агентстве по предоставлению эскорт-услуг, она решает проблему с безденежьем и заводит знакомство с влиятельными людьми. Ввязавшись в неоднозначные отношения с юристом Сэмом Булбеком, Лорен оказывается в самом центре политических интриг.

## В ролях
- Сигурни Уивер — Лорен Слотер
- Майкл Кейн — лорд Сэм Булбек
- Венсан Линдон — Сонни
- Патрик Кавана — генерал Джордж Ньюхаус
- Джанет Мактир — секретарша

## Награды и номинации
Полный перечень наград и номинаций — на сайте IMDB.
| Год  | Премия   | Категория      | Имя           | Результат |
| ---- | -------- | -------------- | ------------- | --------- |
| 1987 | Mystfest | Лучший фильм   | Боб Свэйм     | Номинация |
| 1987 | Mystfest | Лучшая актриса | Сигурни Уивер | Победа    |